# 心を込めて...
『心を込めて...』（こころをこめて）は、本田美奈子.のアルバム。

## 解説
本来、このアルバムは本田のデビュー20周年記念として作成されるはずのものであったが、彼女が急性骨髄性白血病に倒れたために製作が中断されてしまっていた。それでも「1年遅れのデビュー20周年」を記念するために完成させようと、本田自身もスタッフも考えていたが、本田の夭逝によってそれは叶わなくなった。
しかし、スタッフの熱意とファンの熱望から、利用可能な音源を集める形式で製作が続行されることになった。クイーンのギタリストであるブライアン・メイによる「Golden Days」の英語版のリミックスの提供もあり、「1年遅れのデビュー20周年」を記念するアルバムとして2006年4月20日にリリースされた。収録曲はミュージカル・クラシックの音楽に加えて洋楽のカバーや、超ロングトーンが話題になった「つばさ」が収録されている。
アルバムタイトルは、本田が手紙などを書いたり、ファンページの掲示板などに書き込みした際に、文章の結びに必ず記していた言葉からとったものである。

## 収録曲
1. 見上げてごらん夜の星を [5:03]
作詞：永六輔、作曲：いずみたく、編曲：井上鑑
  - アルバム『時』のセッションで録音されたものの、全体のバランスを考えて収録されなかった曲。
2. 命をあげよう〜ミュージカル「ミス・サイゴン」より [4:50]
作詞：Alain Boublil、日本語詞：岩谷時子、作曲：Claude-Michel Schoberg、編曲：井上鑑
  - 「オン・マイ・オウン」とともに、20周年記念アルバムを準備していた際のリハーサルでのテイクが収録されている。
3. 踊りあかそう〜ミュージカル「マイ・フェア・レディ」より [3:08]
作詞：Alan Jay Lerner、日本語詞：岩谷時子、作曲：Frederic Loewe、編曲：井上鑑
4. オン・マイ・オウン〜ミュージカル「レ・ミゼラブル」より [4:40]
作詞：Herbert Kretzmer、日本語詞：岩谷時子、作曲：Claude-Michel Schoberg、編曲：井上鑑
5. 天国への階段 [7:51]
作詞・作曲：Jimmy Page & Robert Plant、編曲：井上鑑
  - アルバム『AVE MARIA』のセッションで録音されたものの、他の曲と雰囲気が違ったために収録されなかった曲。レッド・ツェッペリンの代表曲の一つ。
6. 愛すること〜ミュージカル「ロミオとジュリエット」より [2:58]
作詞・作曲：Gerard Presgurvic、編曲：岩本正樹
  - 今井清隆とのデュエット。
7. Golden Days [4:27]
作詞・作曲・編曲：Brian May
  - 本田の夭逝を悼んだブライアン・メイが、アルバム収録のために新たにリミックスしたもの。
8. オールウェイズ・ラブ・ユー [4:25]
作詞・作曲：Dolly Parton、編曲：ボブ佐久間
  - アメリカのカントリー歌手、ドリー・パートンの作品だが、日本ではホイットニー・ヒューストンによるカバーバージョンがよく知られる。
9. やさしく歌って [4:24]
作詞：Norman Gimbel、作曲：Charles Fox、編曲：ボブ佐久間
  - ロバータ・フラックが歌い、リリース後4週間で全米1位を達成した楽曲。
10. Lovin' You [4:18]
作詞・作曲：Minnie Riperton & Richard Rudolph、編曲：ボブ佐久間
  - ガンで夭折したミニー・リパートンの歌として有名。通常のソプラノ音域を超える非常に高いファルセット（原曲より半音低い）を歌いこなしている。
11. 想い出のサンフランシスコ [4:07]
作詞：Douglass Cross、作曲：George Cory、編曲：ボブ佐久間
12. 美女と野獣〜ディズニー映画「美女と野獣」より [4:03]
作詞：Howard Ashman、作曲：Alan Menken、編曲：Hibiki Hanasaka , Motoyoshi Matsuura & Mariko Tomita
  - ピーボ・ブライソンとのデュエット。
13. つばさ [3:47]
作詞：岩谷時子、作曲：太田美知彦、編曲：佐橋俊彦
  - 『ミュージックフェア'94』出演時の音源。シングル版よりも超ロングトーンが強調されている。